# Saint-Lizier-du-Planté
Saint-Lizier-du-Planté è un comune francese di 125 abitanti situato nel dipartimento del Gers nella regione dell'Occitania.
Il paese prende il nome da San Licerio, vescovo di Couserans all'inizio del VI secolo.

## Società

### Evoluzione demografica
Abitanti censiti